# Пайн-Спрінгс (Міннесота)
Пайн-Спрінгс (англ. Pine Springs) — місто (англ. city) в США, в окрузі Вашингтон штату Міннесота. Населення — 377 осіб (2020).

## Географія
Пайн-Спрінгс розташований за координатами 45°2′15″ пн. ш. 92°57′10″ зх. д. / 45.03750° пн. ш. 92.95278° зх. д. (45.037484, -92.952891).  За даними Бюро перепису населення США в 2010 році місто мало площу 2,46 км², з яких 2,08 км² — суходіл та 0,39 км² — водойми.

## Демографія
Згідно з переписом 2010 року, у місті мешкало 408 осіб у 144 домогосподарствах у складі 124 родин. Густота населення становила 166 осіб/км².  Було 149 помешкань (61/км²).
Расовий склад населення:
| - 89,5 % — білих - 4,7 % — азіатів - 3,2 % — чорних або афроамериканців - 2,5 % — осіб інших рас |

До двох чи більше рас належало 0,2 %. Частка іспаномовних становила 2,9 % від усіх жителів.
За віковим діапазоном населення розподілялося таким чином: 23,0 % — особи молодші 18 років, 62,5 % — особи у віці 18—64 років, 14,5 % — особи у віці 65 років та старші. Медіана віку мешканця становила 50,3 року. На 100 осіб жіночої статі у місті припадало 100,0 чоловіків;  на 100 жінок у віці від 18 років та старших — 100,0 чоловіків також старших 18 років.
Середній дохід на одне домашнє господарство  становив 131 773 долари США (медіана — 115 000), а середній дохід на одну сім'ю — 137 406 доларів (медіана — 118 750). За межею бідності перебувало 0,7 % осіб, у тому числі 0,0 % дітей у віці до 18 років та 1,3 % осіб у віці 65 років та старших.
Цивільне працевлаштоване населення становило 231 осіб. Основні галузі зайнятості: освіта, охорона здоров'я та соціальна допомога — 26,4 %, виробництво — 23,4 %, науковці, спеціалісти, менеджери — 16,5 %.